# Bom Jesus da Serra
Bom Jesus da Serra este un oraș în unitatea federativă Bahia (BA) din Brazilia.